# Logenhaus Herrenstraße

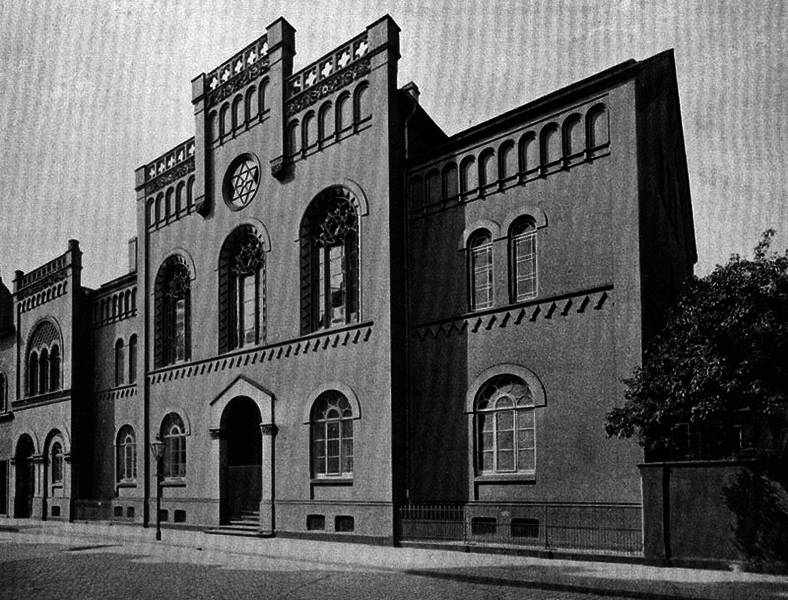
Das bis 1856 errichtete Logenhaus in der Herrenstraße 9, hier bereits mit einem Anbau (links)

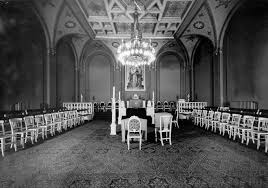
Der Tempel im Logenhaus Herrenstraße

Das Logenhaus Herrenstraße in Hannover war ein Mitte der 1850er Jahre für die Freimaurerlogen errichtetes Gebäude unter der Adresse Herrenstraße 9, das dort knapp ein Jahrhundert Bestand hatte.

## Geschichte
Bereits zur Zeit des Königreichs Hannover, jedoch noch während der Personalunion zwischen Großbritannien und Hannover nutzten ab 1827 die drei seinerzeitigen Logen in Hannover, die Loge „Zum schwarzen Bär“ und die Loge „Zur Ceder“ das Logenhaus der Loge „Friedrich zum weißen Pferde“ in der Köbelingerstraße. Als nach rund drei Jahrzehnten das Gebäude aufgrund größerer Mitglieder-Zahlen zu klein geworden war, schlug eine von den drei Logen gewählte Baukommission den Bau eines neuen Logenhauses in der Herrenstraße vor. Nachdem für 6400 Thaler in Gold zunächst ein dort gelegenes Grundstück erworben wurde, errichtete der Maurer- und Baumeister Christoph August Gersting in den Jahren 1855 bis 1856 für weitere 26000 Thaler das Gebäude unter der damaligen Adresse Herrenstraße 9.
Als in der dann wieder als Residenz fungierenden Stadt das Königliche Hannoversche Hof-Theater vor seiner Vollendung stand, schuf der hannoversche Blechwaren-Hersteller Franz Beckmann, der auch schon die Siegesgöttin Victoria für die Waterloosäule in Kupfer getrieben hatte, im Jahr 1851 den dem Publikum der Theater- und Opernspielstätte bekannten großen Kronleuchter, welcher spätestens zur Zeit der Weimarer Republik in das Logenhaus transloziert worden war.
Das Logenhaus in der Herrenstraße beherbergte die hannoverschen Logen bis in die Zeit des Nationalsozialismus und bis zu ihrem Verbot im Jahr 1935.
Während der Luftangriffe auf Hannover im Zweiten Weltkrieg wurde das Gebäude schließlich durch Fliegerbomben zerstört.